# U-Bahnhof Steinstraße/Königsallee
Der U-Bahnhof Steinstraße/Königsallee ist eine Station der Düsseldorfer Stadtbahn. Er liegt im Verlauf der ersten und zweiten Stammstrecke in der Innenstadt der nordrhein-westfälischen Landeshauptstadt Düsseldorf.
Der unter der Steinstraße errichtete U-Bahnhof wurde am 7. Mai 1988 dem Verkehr übergeben und erschließt seitdem sowohl die deutschlandweit bekannte Einkaufsstraße Königsallee und ist mit der Verbindung zu den in der Berliner Allee verkehrenden Straßenbahn- und Buslinien auch ein wichtiger Umsteigepunkt. Im Jahr 2002 lag die Zahl der Ein-, Aus- und Umsteiger bei ca. 25.000 bis 30.000 je Werktag.

## Lage
Der Innenstadttunnel der Düsseldorfer Stadtbahn führt vom U-Bahnhof Heinrich-Heine-Allee in einem Bogen unter der Königsallee zum 540 m entfernten, unterhalb der Steinstraße gelegenen U-Bahnhof Steinstraße/Königsallee. Der Tunnel führt dann weiter, die Berliner Allee querend Richtung Hauptbahnhof zum 470 m entfernten U-Bahnhof Oststraße.
Der U-Bahnhof selbst befindet sich an einer zentralen Stelle in der Düsseldorfer Innenstadt. Die Königsallee zählt zu den wichtigsten Düsseldorfer Einkaufsstraßen und bietet mit ihren zahlreichen sogenannten Flagshipstores und Einkaufszentren wie der Kö-Galerie, dem Stilwerk und dem Sevens ein vielschichtiges Angebot. Daneben ist das weiter westlich gelegenen Bankenviertel mit verschiedenen Niederlassungen großer Bankhäuser, wie denen der an der Königsallee gelegenen Deutschen und Dresdner Bank, in direkter Nähe.
Die östlich vorbeiführende Berliner Allee wird gesäumt von weiteren wichtigen Einrichtungen wie dem Sitz der Industrie- und Handelskammer Düsseldorf, der Börse Düsseldorf und der Stadtsparkasse Düsseldorf.
Der U-Bahnhof übernimmt damit eine wichtige Verkehrs- und Erschließungsfunktion für Arbeitnehmer und Kunden der umliegenden Einrichtungen.

## Geschichte
Die Stammstrecke der Düsseldorfer Stadtbahn entstand zwischen 1979 und 1988. In diese Zeit fällt auch der Bau des U-Bahnhofs Steinstraße/Königsallee. Im Jahr 1985 wurde dieser im Rohbau fertiggestellt.
Mit ihrer Eröffnung am 7. Mai 1988 wurde auch der Bahnhof dem Verkehr übergeben. Seit dieser Zeit wurde des Öfteren über eine Umbenennung in U-Bahnhof Königsallee diskutiert, was aber aus Kostengründen anfangs nicht realisiert worden ist.

## Bahnhofsanlage

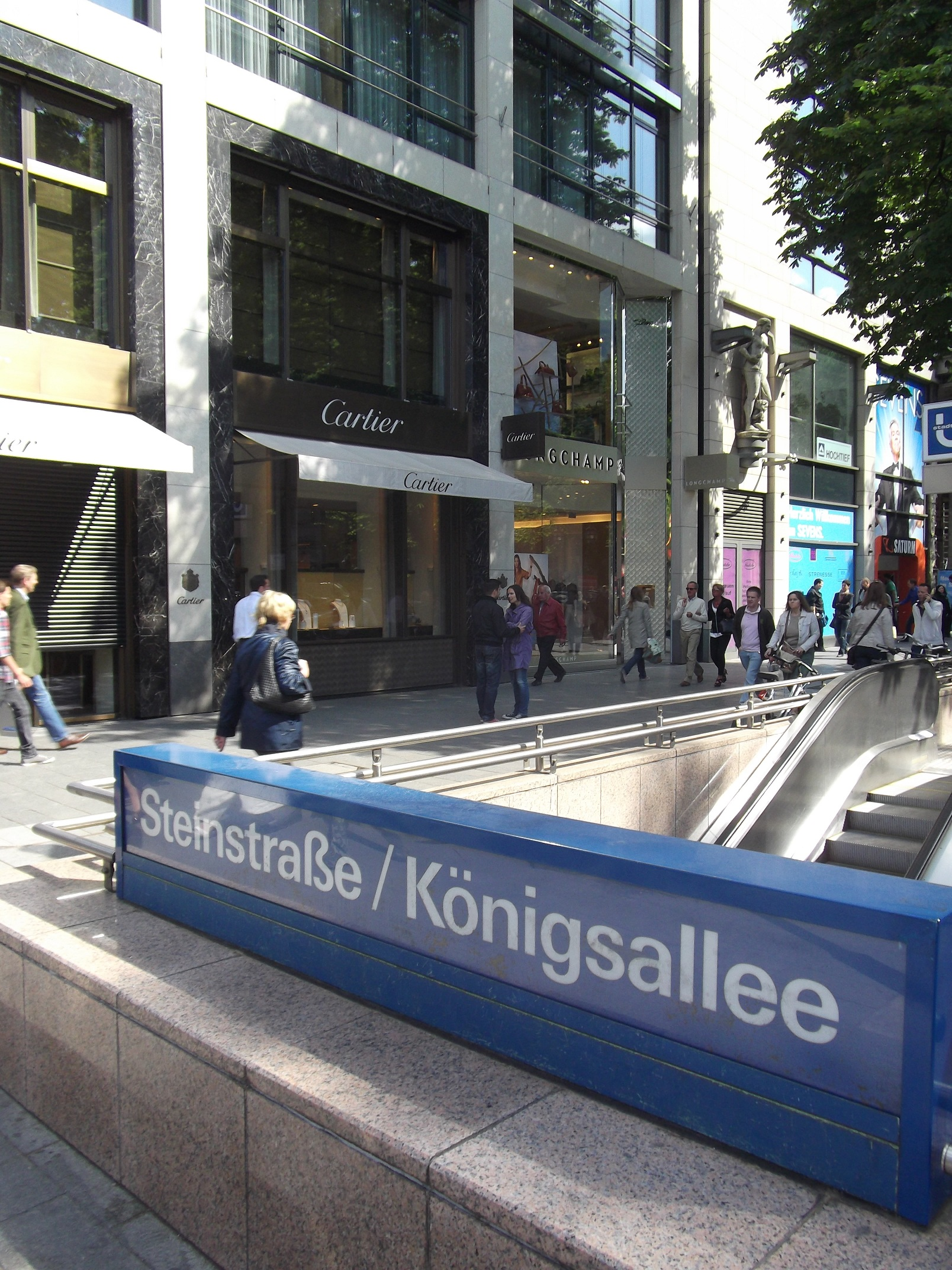
Der Zugang von der Königsallee

Der Bahnhof ist dreistöckig ausgeführt. Die oberste Ebene ist die Verteilerebene und führt in die beiden tiefer gelegenen Ebenen. Die mittlere Ebene verfügt über einen Mittelbahnsteig, an dem die Linien Richtung Heinrich-Heine-Allee halten. In der untersten Ebene besteht Zugang zu den Linien Richtung Düsseldorf Hauptbahnhof ebenfalls an einem Mittelbahnsteig. Beide Bahnsteige sind Hochbahnsteige.
Die Zugänge des U-Bahnhofs liegen auf der westlichen Seite in der Königsallee bzw. Steinstraße und auf der östlichen in der Berliner Allee. Außerdem gibt es eine Aufzugsanlage, in der Steinstraße, welche eine direkte Verbindung von den Bahnsteigen bis an die Oberfläche herstellt und den Bahnhof Barrierefrei zugänglich macht.
Die Zugänge an der Königsallee verfügen jeweils über zwei Rolltreppen, an der Steinstraße nur über eine Treppenanlage. Alle drei Zugänge werden in der Verteilerebene zusammengeführt. Von dieser führen zwei Treppenanlagen mit Rolltreppen zum einen in die beiden Ebenen mit den Bahnsteigen. In der Berliner Allee sind vier Zugänge vorhanden. Die südlich gelegenen sind hintereinander angeordnet. Hier sind ebenfalls Rolltreppen in beide Richtungen im einen und eine einzelne Treppenanlage im anderen Zugang eingebaut worden. Die nördlichen Zugänge führen zum einen vom westlichen Bürgersteig, zum anderen direkt von der Haltestelleninsel der Straßenbahn in den U-Bahnhof.
Die Düsseldorfer U-Bahnhöfe der ersten, zweiten und dritten Generation verfügen alle über eine annähernd gleiche Gestaltung. Die Decken und Wände sind wie auch die Bodenfläche in schwarz gehalten. Eine silberne Verkleidung umfasst die in der Mitte des Bahnsteigs gelegenen Säulen, die weitere Bahnhofsmöblierung ist ebenfalls silbern. Den Kontrast zu dieser zurückhaltenden Farbgestaltung bieten die beigefarbenen Wände. Die Haltestellennamen sind über den Informationstafeln mit schwarzer Schrift auf weißem Grund angebracht sowie an den Wänden. Dort sind sie mit schwarzer Schrift auf weißem Grund begleitet von weinroten Linien ober- und unterhalb der Schrift ausgeführt.

## Verkehr

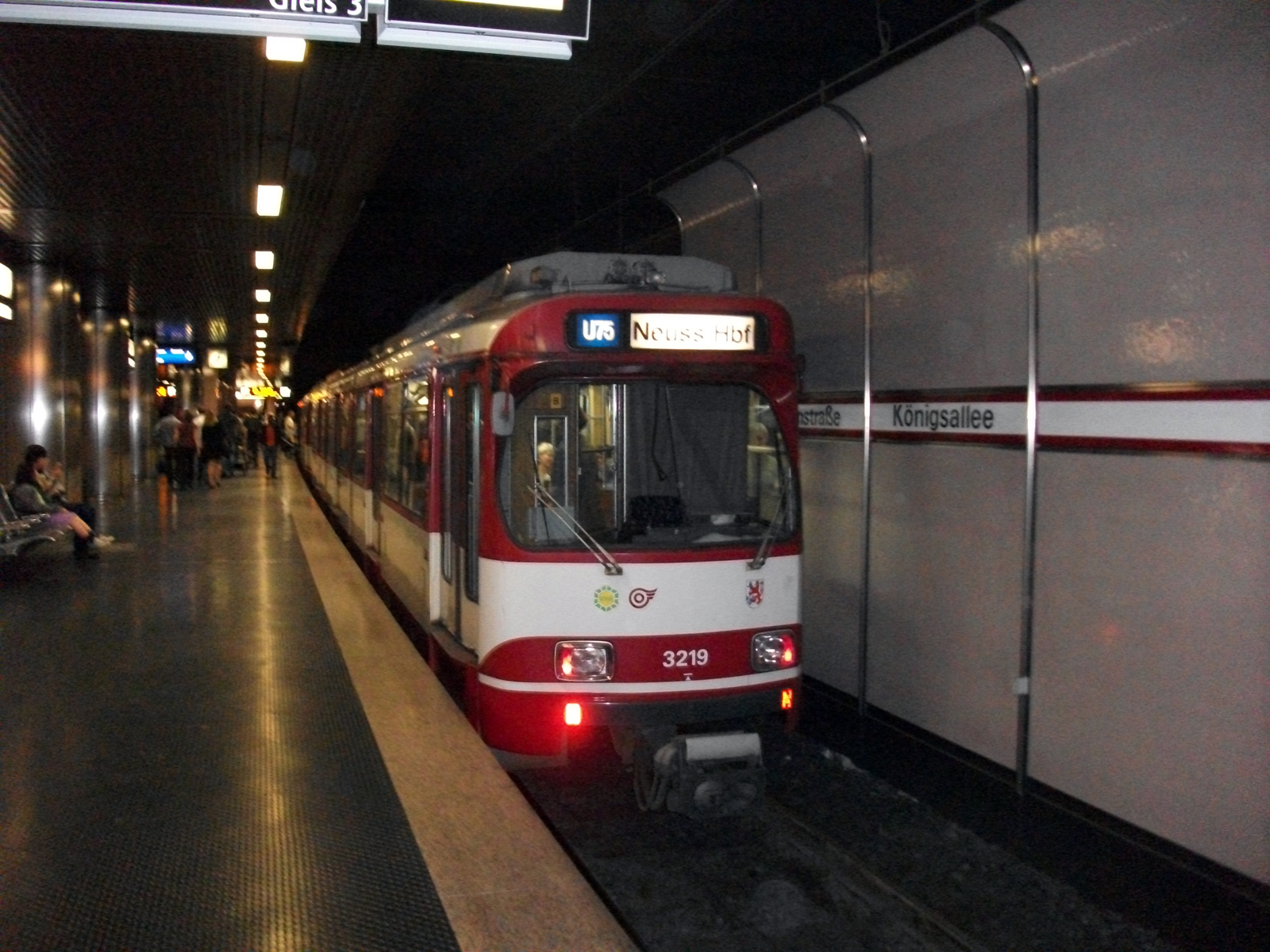
GT8SU auf der Linie U75

Der U-Bahnhof Steinstraße/Königsallee befindet sich im Verlauf der ersten und zweiten Stammstrecke des Düsseldorfer Stadtbahnnetzes. Alle sieben auf diesen Strecken verkehrende Linien bedienen den Bahnhof. Neben den Umsteigemöglichkeiten zwischen den einzelnen Stadtbahnlinien bestehen weitere Umsteigebeziehungen zu zwei Straßenbahn- und weiteren vier Buslinien, welche an oberirdischen Haltestellen entlang der Berliner Allee halten und die Einbindung in das Netz des Düsseldorfer Nahverkehrs herstellen.
Über die Expresslinie aus Krefeld sowie die weiteren ergänzenden Linien aus Meerbusch und Neuss werden die linksrheinisch gelegenen Nachbarstädte sowie die Stadtteile Lörick, Heerdt und Oberkassel erreicht. Über die Linie aus Duisburg wird die Nachbarstadt, sowie die nördlichen Stadtteile Wittlaer, Kaiserswerth und Lohausen erreicht. Die in Stockum abzweigende Linie zur ESPRIT arena bindet diese sowie das Düsseldorfer Messegelände an. In Richtung Altstadt besteht die Verbindung zu dem zentralen Umsteigepunkt Heinrich-Heine-Allee. Dort sind Umsteigemöglichkeiten zu mehreren Buslinien sowie zur sogenannten Wehrhahn-Linie vorhanden. Hinter dem Umsteigebahnhof Düsseldorf Hbf, welcher die Stadtbahn mit der S-Bahn Rhein-Ruhr und weiteren Verbindungen im Regional- und Fernverkehr verknüpft, werden im weiteren Verlauf der ersten, bzw. der zweiten Stammstrecke die südöstlich gelegenen Stadtteile Lierenfeld, Eller, Oberbilk, Wersten, Holthausen und Benrath, sowie die Heinrich-Heine-Universität und der Botanische Garten angebunden.
Bis auf eine Ausnahme werden alle Stadtbahnlinien von der Düsseldorfer Rheinbahn alleine bedient. Diese bildet die Linie U79, welche gemeinsam mit der Duisburger Verkehrsgesellschaft betrieben wird. So verkehren auf der Linie U79, seitens der Duisburger Verkehrsgesellschaft, hochflurige Stadtbahnfahrzeuge des Typs B80C. Zusätzlich werden hier, wie auch auf allen anderen Linien, Wagen des Typs B80D, ebenfalls hochflurig, eingesetzt. Auf der Linie U75 verkehren außerdem auch, aus Straßenbahnwagen des Typs GT8S, umgebaute Fahrzeuge des Typs GT8SU.
Im Nahverkehrsplan 2002–2007 der Landeshauptstadt Düsseldorf, ist die Einführung einer neuen Stadtbahnlinie U80 vorgesehen. Für diese ist der Bau einer Umfahrung der Düsseldorfer Messe mit einem neuen U-Bahnhof Messe-Süd notwendig. Wenn diese Maßnahme realisiert werden sollte, ist der U-Bahnhof Steinstraße/Königsallee als Haltepunkt dieser Linie vorgesehen.
Seit September 2015 läuft das Planfeststellungsverfahren für die Stammstrecke 5, auf der die U82 von Düsseldorf Hbf über Heinrich-Heine-Allee und Freiligrathplatz zum Flughafen Düsseldorf fahren soll. Neu gebaut werden sollen eine Brücke vom Freiligrathplatz über den Nordstern und dann ein Tunnel zum Flughafenterminal mit einer U-Bahn-Haltestelle dort. Die Stadt plant den Baubeginn für Ende 2019[veraltet] und die Inbetriebnahme für das Jahr 2025[veraltet]. Auch diese Linie soll am U-Bahnhof Steinstraße/Königsallee halten.
Folgende Stadtbahnlinien bedienen den U-Bahnhof:
| Linie | Verlauf | Takt                                      |
| ----- | --- | ----------------------------------------- |
|       | Krefeld, Rheinstraße – Krefeld Hbf – Dießem – Königshof – KR-Fischeln, Grundend – Meerb.-Osterath, Hoterheide – Bovert – Haus Meer – Büderich, Landsknecht – D-Lörick – Prinzenallee – Belsenplatz – Tonhalle/Ehrenhof – U Heinrich-Heine-Allee – U Steinstraße/Königsallee – U Oststraße – U Düsseldorf Hbf ← U D-Handelszentrum/Moskauer Straße Hochflurbetrieb der Rheinbahn; ehemalige K-Bahn; ergänzender Schnellverkehr zur Linie U 76 während der HVZ; es werden nicht alle Haltestellen der Linie U 76 bedient. | 20 min                                    |
|       | Neuss Hbf – Blücherstraße – NE Am Kaiser – D-Heerdt, Vogesenstraße – Handweiser – Aldekerkstraße – Heesenstraße – Nikolaus-Knopp-Platz – Dominikus-Krankenhaus – Drusustraße – Belsenplatz – Barbarossaplatz – Luegplatz – Tonhalle/Ehrenhof – U Heinrich-Heine-Allee – U Steinstraße/Königsallee – U Oststraße – U Düsseldorf Hbf – U Handelszentrum/Moskauer Straße – U Kettwiger Straße – Ronsdorfer Straße – Lierenfeld, Betriebshof – Schlesische Straße – Jägerstraße – D-Eller Mitte – Alt Eller – D-Eller, Vennhauser Allee Hochflurbetrieb der Rheinbahn; Linie gehört zum Düsseldorfer Nachtnetz; Abweichender Takt: Mo–Fr 21–0 Uhr, Sa 7–9, So 8–20 Uhr alle 15 min; So 5–9 Uhr alle 30 min | 10 min                                    |
|       | Krefeld, Rheinstraße1 – Krefeld Hbf – Dießem – Königshof – Fischeln – KR-Fischeln, Grundend – Osterath, Görgesheide2 – Hoterheide – Kamperweg – Bovert – Haus Meer – Forsthaus – Büderich, Landsknecht – Düsseldorf-Lörick3 – Löricker Straße – Lohweg – Prinzenallee – Heerdter Sandberg – Comenius-Gymnasium – Belsenplatz – Barbarossaplatz – Luegplatz – Tonhalle/Ehrenhof – U Heinrich-Heine-Allee – U Steinstraße/Königsallee – U Oststraße – U Düsseldorf Hbf – U Oberbilker Markt/Warschauer Straße – U Ellerstraße – U D-Oberbilk – Kaiserslautener Straße – Provinzialplatz – Werstener Dorfstraße – Opladener Straße – Ickerswarder Straße – Elbruchstraße – D-Holthausen4 Hochflurbetrieb der Rheinbahn; ehemalige K-Bahn; Abschnitt 3–4 dieser Linie gehört zum Düsseldorfer Nachtnetz; in den Schulferien gilt ein besonderer Fahrplan. Abweichender Takt: Abschnitt 3–4: Mo–Sa 21–0 Uhr und So alle 15 Minuten; Abschnitt 1–3: Mo–Sa 21–0 Uhr und So alle 30 Minuten | 20 min (1-3) 10 min (3-4)                 |
|       | D-Lörick, Am Seestern – Prinzenallee – Heerdter Sandberg – Comenius-Gymnasium – Belsenplatz – Barbarossaplatz – Luegplatz – Tonhalle/Ehrenhof – U Heinrich-Heine-Allee – U Steinstraße/Königsallee – U Oststraße – U Düsseldorf Hbf – U Handelszentrum/Moskauer Straße – U Kettwiger Straße – Ronsdorfer Straße – Lierenfeld, Betriebshof Hochflurbetrieb der Rheinbahn; verkehrt nur Mo–Fr 5–21 Uhr und Sa 8–21 Uhr | 10 min                                    |
|       | Merkur Spiel-Arena/Messe Nord ( ← Sportpark Nord/Europaplatz ) – Mörikestraße – Freiligrathplatz – Messe Ost/Stockumer Kirchstraße – Nordpark/Aquazoo – Reeser Platz – Theodor-Heuss-Brücke – Golzheimer Platz – Kennedydamm – U Victoriaplatz/Klever Straße – U Nordstraße – U Heinrich-Heine-Allee – U Steinstraße/Königsallee – U Oststraße – U Düsseldorf Hbf Hochflurbetrieb der Rheinbahn; Linie gehört nicht zum Düsseldorfer Nachtnetz Abweichender Takt: Mo–Fr 19–20 Uhr, Sa–So 8–20 Uhr alle 15 min, täglich 20–22 Uhr alle 30 min; Bedienung der Haltestelle Sportpark Nord/Europaplatz Mo–Sa 8–20 Uhr und So 9–20 Uhr im 30-Minuten-Takt aber nicht an Messetagen und bei Veranstaltungen in der Arena; Linie verkehrt an Messetagen auch Sa und So ab 7:30 Uhr im 10-Minuten-Takt. | 10 min                                    |
|       | ( U DU-Meiderich Bf 1 – U Auf dem Damm – ) U Duissern2 – U Duisburg Hbf – U König-Heinrich-Platz – U Steinsche Gasse – Platanenhof – Musfeldstraße – Kremerstraße – Karl-Jarres-Straße – Grunewald – Grunewald Betriebshof – Kulturstraße – Im Schlenk – Waldfriedhof – Münchener Straße – Sittardsberg – Mühlenkamp – St. Anna Krankenhaus – Angerbogen (nie in Betrieb genommen) – DU-Kesselsberg3 – D-Froschenteich – Wittlaer4 – Am Mühlenacker – Kalkumer Schlossallee – Klemensplatz – Kittelbachstraße – Alte Landstraße – Lohausen – Freiligrathplatz – Messe Ost/Stockumer Kirchstraße – Nordpark/Aquazoo – Reeser Platz – Theodor-Heuss-Brücke – Golzheimer Platz – Kennedydamm – U Victoriaplatz/Klever Straße – U Nordstraße – U Heinrich-Heine-Allee – U Steinstraße/Königsallee – U Oststraße – U Düsseldorf Hbf 5 (– U Oberbilker Markt/Warschauer Straße – U Ellerstraße – U D-Oberbilk – Kaiserslauterner Straße – Provinzialplatz – Werstener Dorfstraße – Südpark – D-Universität Ost/Botanischer Garten6 ) Hochflurbetrieb der Rheinbahn und DVG; ehemalige D-Bahn; Abschnitt 4–5 gehört zum ; in den Schulferien gilt ein besonderer Fahrplan. 15-Minuten-Takt auch im Abschnitt 2–6 Sa 5–19 Uhr und im Abschnitt 4–5 Mo–Fr 21–0 Uhr (ab 29.08.2018, davor 20–0 Uhr), Sa 20–0 Uhr und So 5–0 Uhr 30-Minuten-Takt im Abschnitt 2–6 Mo–Fr 19–22 Uhr und Sa 7–20 Uhr und im Abschnitt 1–2 Sa 9–18 Uhr und So 12–19 Uhr | 15 min (1–3) 10/20 min (3–4) 10 min (4–6) |

Zu folgender Bus- und Straßenbahnlinien besteht eine Umstiegsmöglichkeit:
| Linie | Linienverlauf |
| ----- | --- |
| 701   | D-Rath, DOME/Am Hülserhof1 – PSD Bank Dome – Wahlerstr./JVA – D-Rath 2 – D-Rath Mitte – Mörsenbroich, Heinrichstraße 3 – Derendorf – Derendorf, Rather Straße/Hochschule HSD – Pempelfort, Dreieck4 – Venloer Str. – Nordstraße – Pempelfort, Sternstraße – Stadtmitte, Schadowstraße – Steinstraße – Stadtmitte, Berliner Allee4 – D-Friedrichstadt, Helmholtzstraße – Sonnenstraße (Friedrichstadt ) – Oberbilk, Kruppstraße – D-Oberbilk – Lierenfeld, Schlesische Straße – D-Eller Mitte – Eller, Vennhauser Allee 5 Betrieb im Standardtakt der Düsseldorfer Straßenbahnen; weitere Haltestellen nur im Abschnitt 2–5, aber alle Umsteigehaltestellen sind aufgeführt. |
| 705   | D-Unterrath 1 – Unterrath, Eckenerstraße – Großmarkt – Johannstraße – Derendorf, Spichernplatz2 – Pempelfort, Dreieck3 – Venloer Str. – Nordstraße – Pempelfort, Sternstraße – Stadtmitte, Schadowstraße – Steinstraße – Stadtmitte, Berliner Allee5 – Friedrichstadt, Corneliusstraße – Morsestraße – Bilk, Karolingerplatz 6 – Kopernikusstraße → Am Steinberg ← Moorenstraße ← Merowingerplatz ← Bilk, Merowingerstraße7 Betrieb im Standardtakt der Düsseldorfer Straßenbahnen; Abschnitt 1–2 wird nur Mo–Fr 6–20 Uhr alle 20 min bedient; weitere Haltestellen nur in den Abschnitten 1–3 und 4–5, aber alle Umsteigehaltestellen sind aufgeführt. |
| 706   | D-Hamm 1 – Hammer Dorfstraße – Hemmersbachweg – Franziusstraße – Unterbilk, Bilker Kirche – Unterbilk, Stadttor – Landtag/Kniebrücke – Graf-Adolf-Platz 2 – Stadtmitte, Berliner Allee – Steinstraße – Stadtmitte, Schadowstraße – Pempelfort, Sternstraße – Marienhospital – Pempelfort, Stockkampstraße3 – D-Zoo – Düsseltal, Brehmplatz – Lindemannstraße – Flingern-Nord, Lindenstraße – D-Flingern – Flingern-Süd, Kettwiger Straße – Oberbilker Markt/Warschauer Straße – Flügelstraße – Kruppstraße – D-Volksgarten – Bilk, Kopernikusstraße4 → Am Steinberg ← Moorenstraße ← Merowingerplatz ← Bilk, Merowingerstraße Betrieb im Standardtakt der Düsseldorfer Straßenbahnen; weitere Haltestellen nur in den Abschnitten 1–2 und 3–4, aber alle Umsteigehaltestellen sind aufgeführt. |
| 780   | D-Altstadt, Heinrich-Heine-Allee – Benrather Straße – Steinstraße/Königsallee – Berliner Allee – Bilk, Feuerbachstraße – Uni-Kliniken – Werstener Dorfstraße – ohne Halt über A 46 – Erkrath-Unterfeldhaus, Neuenhausplatz – Max-Planck-Straße – Hochdahl, Feldheider Straße – Sandheider Markt – Hattnitter Straße – Hochdahl, Schulzentrum – Hochdahler Markt |
| 782   | D-Altstadt, Heinrich-Heine-Allee – Benrather Straße – Steinstraße/Königsallee – Berliner Allee – Bilk, Feuerbachstraße – Uni-Kliniken – Werstener Dorfstraße – ohne Halt über A 46 – Hilden-Nord, Grünewald – Richard-Wagner-Straße – Kleef – Hilden-Mitte, Gabelung – Hilden Süd – Hildorado – Hilden-Ost, Trotzhilden – Solingen-Vogelpark – Solingen Hbf |
| 785   | D-Altstadt, Heinrich-Heine-Allee – Benrather Straße – Steinstraße/Königsallee – Berliner Allee – Bilk, Feuerbachstraße – Uni-Kliniken – Werstener Dorfstraße – ohne Halt über A 46 – Hassels, Am Schönenkamp – D-Reisholz – Hassels, Kirche – Hilden-West, Hülsen – Hilden-Mitte, Fritz-Gressard-Platz – Hilden Süd – Hilden-Süd, Karnaper Straße – Lehmkuhler Weg – Langenfeld-Richrath, Zollhaus – Richrath, Kirche – Winkelsweg – Langenfeld, Rathaus – Langenfeld, Stadtmitte – Berliner Platz – Bahnhofstraße – Langenfeld |
| 805   | Heerdt, Handweiser – Nikolaus-Knopp-Platz – Viersener Straße – Lohweg – Belsenplatz – Heinrich-Heine-Allee – Düsseldorf Hbf – Handelszentrum – Lierenfelder Straße Nachtverkehr von So/Mo bis Do/Fr; ab Heinrich-Heine-Allee 1:14, 1:44, 3:24, 3:44 Uhr nach Heerdt und 0:46, 1:46 und 3:11 Uhr nach Lierenfeld |
| 817   | Heinrich-Heine-Allee – Düsseldorf Hbf – Oberbilk – Wersten – Holthausen – Benrath – Benrath Betriebshof Nachtverkehr von So/Mo bis Do/Fr; ab Heinrich-Heine-Allee 0:53, 1:53 und ab Betriebshof Benrath 0:07, 1:07 und 2:57 Uhr |
| NE 3  | Düsseldorf Hbf → Oststraße → Steinstraße/Königsallee → Heinrich-Heine-Allee → Jacobistraße → Wehrhahn → Düsseltal → Mörsenbroich Heinrichstraße → Rath Mitte → Rath, Wittener Straße → Reichswaldallee → Oberrath → Wilhelm-Raabe-Weg → Mörsenbroich Heinrichstraße → Düsseltal → Wehrhahn → Jacobistraße → Charlottenstraße/Oststraße → Düsseldorf Hbf |
| NE 4  | Düsseldorf Hbf → Charlottenstraße/Oststraße → Heinrich-Heine-Allee → Jacobistraße → Pempelforter Straße → Wehrhahn → Uhlandstraße → Grafenberg → Gerresheim Rathaus → Gerresheim Morper Straße → Gerresheim Torfbruchstraße → Lierenfeld → Worringer Platz → Düsseldorf Hbf |
| NE 5  | Düsseldorf Hbf → Worringer Platz → Lierenfeld → Gerresheim Torfbruchstraße → Gerresheim Rathaus → Grafenberg → Uhlandstraße → Wehrhahn → Pempelforter Straße → Jacobistraße → Heinrich-Heine-Allee → Jacobistraße → Charlottenstraße/Oststraße → Düsseldorf Hbf |
| NE 7  | Düsseldorf Hbf → Oststraße → Steinstraße → Benrather Straße → Graf-Adolf-Platz → Kirchplatz → Bilk → Merowingerplatz → Uni-Kliniken → Südpark → Universität → Himmelgeist → Itter → Holthausen → Reisholz – Reisholz → Hassels → Urdenbacher Allee → Urdenbach, Südallee → Benrath → Urdenbacher Allee → Schloss Benrath → Holthausen → Universität → Südpark → Uni-Kliniken → Merowingerplatz → Bilk → Kirchplatz → Graf-Adolf-Platz → Benrather Straße → Heinrich-Heine-Allee → Jacobistraße → Charlottenstraße/Oststraße → Düsseldorf Hbf |
| SB 50 | D-Pempelfort, Rheinterrasse – Tonhalle/Ehrenhof 1 – Heinrich-Heine-Allee2 – Benrather Straße – Steinstraße/Königsallee – Berliner Allee – Bilk, Uni-Kliniken – Werstener Dorfstraße 3 – Haan, Kellertor4 – Böttinger Straße (Haan Bf ) – Haan, Markt – Haan, Nachbarsberg5 HVZ alle 20 min, Mo–Sa alle 30 min, So alle 60 min, abends alle 60 min und zusätzliche Fahrten zwischen 1 und 2; Abschnitt 3–4 über die A 46; weitere Haltestellen nur zwischen 4 und 5 |

## Weiterführende Informationen

Logo der Stadtbahn Rhein-Ruhr